# Wiener Dienstgeberabgabe
Die Wiener Dienstgeberabgabe oder Dienstgeberabgabe der Gemeinde Wien (kurz DGA) wurde im Jahr 1969 vom Wiener Landtag beschlossen und fließt gemäß § 9 des Gesetzes über die Einhebung einer Dienstgeberabgabe (inoffiziell auch: Wiener Dienstgeberabgabegesetz, kurz DAG) bis heute „der Stadt Wien zu und ist zur Errichtung einer Untergrundbahn zu verwenden.“ Durch diese Zweckbindung zur Mitfinanzierung des Wiener U-Bahn-Baues wird die Dienstgeberabgabe oftmals auch als „U-Bahn-Steuer“ bzw. „U-Bahnsteuer“ bezeichnet.

## Berechnung
Die Dienstgeberabgabe (Wiener Dienstgeberabgabe; Dienstgeberabgabe der Gemeinde Wien – Wr.–DG-A) ist vom Dienstgeber (§ 1 DAG) für jeden Dienstnehmer mit Beschäftigungsort in Wien (§ 2 DAG) für jede angefangene Woche eines bestehenden Dienstverhältnisses zu entrichten (§ 5 DAG). Dabei handelt es sich um einen festen Betrag in der ursprünglichen Höhe von zehn Schilling. Mit der Euro-Umstellung wurde der Betrag auf 0,72 Euro umgerechnet. Mit 1. Juni 2012 wurde die Abgabe auf 2 Euro pro Mitarbeiter und Woche angehoben (§ 5 DAG). Die Abgabe, die vom Dienstgeber selbst zu berechnen und jeweils bis zum 15. des Folgemonats in die Stadtkasse einbezahlt werden muss, fällt in Wien zusätzlich zu der in allen Gemeinden zu entrichtenden Kommunalsteuer an.
Von der Abgabe sind unter anderem jene Dienstverhältnisse befreit (§ 3 DAG), bei denen der Dienstnehmer das 55. Lebensjahr überschritten hat oder bei denen die wöchentliche Arbeitszeit das Ausmaß von zehn Stunden nicht übersteigt.

## Judikatur – Leitentscheidung des VfGH 1972
„… Durch die Zweckwidmung wird […] am rechtlichen Charakter einer Abgabe nichts geändert (Slg. 3159/1957). Dies gilt auch für den Fall einer Widmung für nicht hoheitliche Aufgaben, denn der österreichischen Finanzverfassung ist ein Gebot, Abgaben nur für die Bestreitung von Aufgaben hoheitlicher Art einzuheben, fremd (Slg. 3033/1956, 3919/1961). […] Besteuerungsgegenstand der Dienstgeberabgabe sind nicht die Vorteile, die sich aus der unter Verwendung ihres Ertrages zu errichtenden Untergrundbahn ergeben, sondern Besteuerungsgegenstand ist das Bestehen eines Dienstverhältnisses. […] Was das DAG unter dem Bestehen eines Dienstverhältnisses in Wien (§ 1) versteht, wird in der Folge (§ 2) durch Legaldefinitionen klargestellt. […] Der Dienstgeber hat dafür eine Abgabe zu entrichten, daß ihm ein Dienstnehmer, dessen Beschäftigungsort in Wien liegt, seine Arbeitskraft schuldet. Dieses Schulden der Arbeitskraft des Dienstnehmers gegenüber dem Dienstgeber ist Gegenstand der Abgabe des Dienstgebers. Der Landesgesetzgeber ist im Rahmen seiner Zuständigkeit grundsätzlich frei, den Gegenstand einer Abgabe zu bestimmen. Er ist aber insoweit verfassungsgesetzlich gebunden, als er […] auch dem Gleichheitsgebot dadurch entsprechen muß, daß die Regelung in sich, insbesondere die Abgrenzung des Abgabegegenstandes, nicht unsachlich sein darf. …“

## Erträge der Dienstgeberabgabe
| Jahr | Voranschlag | Gebühren- ertrag | Quellen |
| ---- | ----------- | ---------------- | ------- |
| 2007 | 22,00       | 22,22            | [ 11 ]  |
| 2008 | 22,00       | 22,97            | [ 12 ]  |
| 2009 | 22,00       | 23,58            | [ 13 ]  |
| 2010 | 22,00       | 21,82            | [ 14 ]  |
| 2011 | 22,00       | 21,97            | [ 15 ]  |
| 2012 | 22,00       | 41,98            | [ 16 ]  |
| 2013 | 60,00       | 67,18            | [ 17 ]  |
| 2014 | 60,00       | 66,23            | [ 18 ]  |
| 2015 | 65,00       | 65,45            | [ 19 ]  |
| 2016 | 65,00       | 66,95            | [ 20 ]  |
| 2017 | 65,00       | 66,00            | [ 21 ]  |
| 2018 | 66,00       | 67,36            | [ 22 ]  |

## Wesentliche Rechtsquellen
- Gesetz vom 11. Juli 1969 und vom 12. September 1969 über die Einhebung einer Dienstgeberabgabe, LGBl. für Wien Nr. 32, ausgegeben am 15. Dezember 1969 (= Landesgesetzblatt, Jahrgang 1969, S. 53–54 (PDF; 75 KB) In: wien.gv.at – Wiener Landesgesetzblätter). Inkraftgetreten mit 1. Jänner 1970. Aufgehoben mit dem Tag der Kundmachung des LGBl. für Wien Nr. 17/1970 am 12. Juni 1970 mit Wirksamkeit vom 1. Jänner 1970.
- Gesetz vom 24. April 1970 über die Einhebung einer Dienstgeberabgabe (Abänderung), LGBl. für Wien Nr. 17, ausgegeben am 12. Juni 1970 (= Landesgesetzblatt, Jahrgang 1970, S. 47–49 (PDF; 137 KB) In: wien.gv.at – Wiener Landesgesetzblätter). Inkraftgetreten rückwirkend mit 1. Jänner 1970 (mit Ausnahme von § 8, Strafbestimmungen; dieser inkraftgetreten mit dem Tag der Kundmachung).
- Gesetz, mit dem das Gesetz über die Einhebung einer Dienstgeberabgabe geändert wird. LGBl. für Wien Nr. 9, ausgegeben am 20. Februar 2001 (= Landesgesetzblatt, Jahrgang 2001, S. 27 (PDF; 8 KB) In: wien.gv.at – Wiener Landesgesetzblätter). Artikel II über die Euroanpassung, inkraftgetreten mit 1. Jänner 2002.
- Gesetz, mit dem das Gesetz über die Einhebung einer Dienstgeberabgabe geändert wird. LGBl. für Wien Nr. 25, ausgegeben am 5. April 2012 (= Landesgesetzblatt, Jahrgang 2012, S. 27 (PDF; 90 KB) In: wien.gv.at – Wiener Landesgesetzblätter). Erhöhung der DGA auf 2 Euro, inkraftgetreten mit 1. Juni 2012.
- Gesetz über die Einhebung einer Dienstgeberabgabe in der geltenden Fassung im Rechtsinformationssystem des Bundes (RIS).